# James Goldman
Pour les articles homonymes, voir Goldman.
James Goldman, né le 30 juin 1927 à Chicago dans l’Illinois et mort le 28 octobre 1998 à New York, est un écrivain, un dramaturge et un scénariste américain. 

## Biographie

### Famille
Il est né dans une famille de Highland Park, une banlieue de Chicago dans l'Illinois. Il est le frère du scénariste William Goldman (1931-2018).

### Carrière
Dramaturge, il est l'auteur de deux pièces à succès, They Might Be Giants en 1961 et The Lion in Winter (en) en 1966. Ces deux pièces sont adaptées au cinéma sous les titres éponymes en 1968 et 1971 par Anthony Harvey. 
En 1969, il reçoit l'Oscar du meilleur scénario adapté pour Le Lion en hiver.
En 1965, il publie son premier roman La Mare aux barbouzes (Waldorf). C'est une « satire qui prend le contre-pied des traditionnelles histoires d'espionnage » qualifiée d'« agréable surprise » par Claude Mesplède. 
James Goldman meurt à New York d'une crise cardiaque.

## Œuvre

### Pièces de théâtre
- Blood, Sweat and Stanley Poole (en), 1961
- They Might Be Giants, 1961
- The Lion in Winter (en), 1966,
- Oliver Twist, 1982
- Anna Karenina, 1985
- Anastasia: The Mystery of Anna, 1986
- Tolstoy, 1996

### Comédies musicales
- A Family Affair (en), 1962
- Follies, 1971

### Romans
- Waldorf, 1965
  - La Mare aux barbouzes, Série noire no 1072, 1966
- The Man From Greek and Roman, 1974
- Myself as Witness, 1979
- Fulton County, 1989

## Filmographie

### Pour la télévision
- 1966 : Evening Primrose (en), téléfilm américain réalisé par Paul Bogart
- 1982 : Oliver Twist, téléfilm américain réalisé par Clive Donner
- 1985 : Anna Karenine, téléfilm américain réalisé par Simon Langton
- 1986 : Follies in Concert, téléfilm américain réalisé par Michael Houldey
- 1986 : Anastasia, téléfilm américain réalisé par Marvin J. Chomsky
- 1987 : Queenie, la force d'un destin, téléfilm américain réalisé par Larry Peerce
- 2003 : Le Lion en hiver, téléfilm américain, remake du Lion en hiver réalisé par Andreï Kontchalovski

### Pour le cinéma
- 1968 : Le Lion en hiver, film britannique, adaptation de la pièce de théâtre éponyme réalisée par Anthony Harvey
- 1971 : Le Rivage oublié (They Might Be Giants), film américain, adaptation de la pièce de théâtre éponyme réalisée par Anthony Harvey
- 1971 : Nicolas et Alexandra, film britannique réalisé par Franklin J. Schaffner
- 1976 : La Rose et la Flèche, film américain réalisé par Richard Lester
- 1985 : Soleil de nuit, film américain réalisé par Taylor Hackford
- 1995 : Cyber Bandits (en), film américain réalisé par Erik Fleming (director) (en)

## Sources
- Claude Mesplède, Les Années Série noire vol.3 (1966-1972) Encrage « Travaux » no 22, 1994
- Claude Mesplède et Jean-Jacques Schleret, SN Voyage au bout de la Noire, Futuropolis, 1982